# Rieden (Wallisellen)
Rieden (toponimo tedesco) è una frazione del comune svizzero di Wallisellen, nel Canton Zurigo (distretto di Bülach).

## Storia

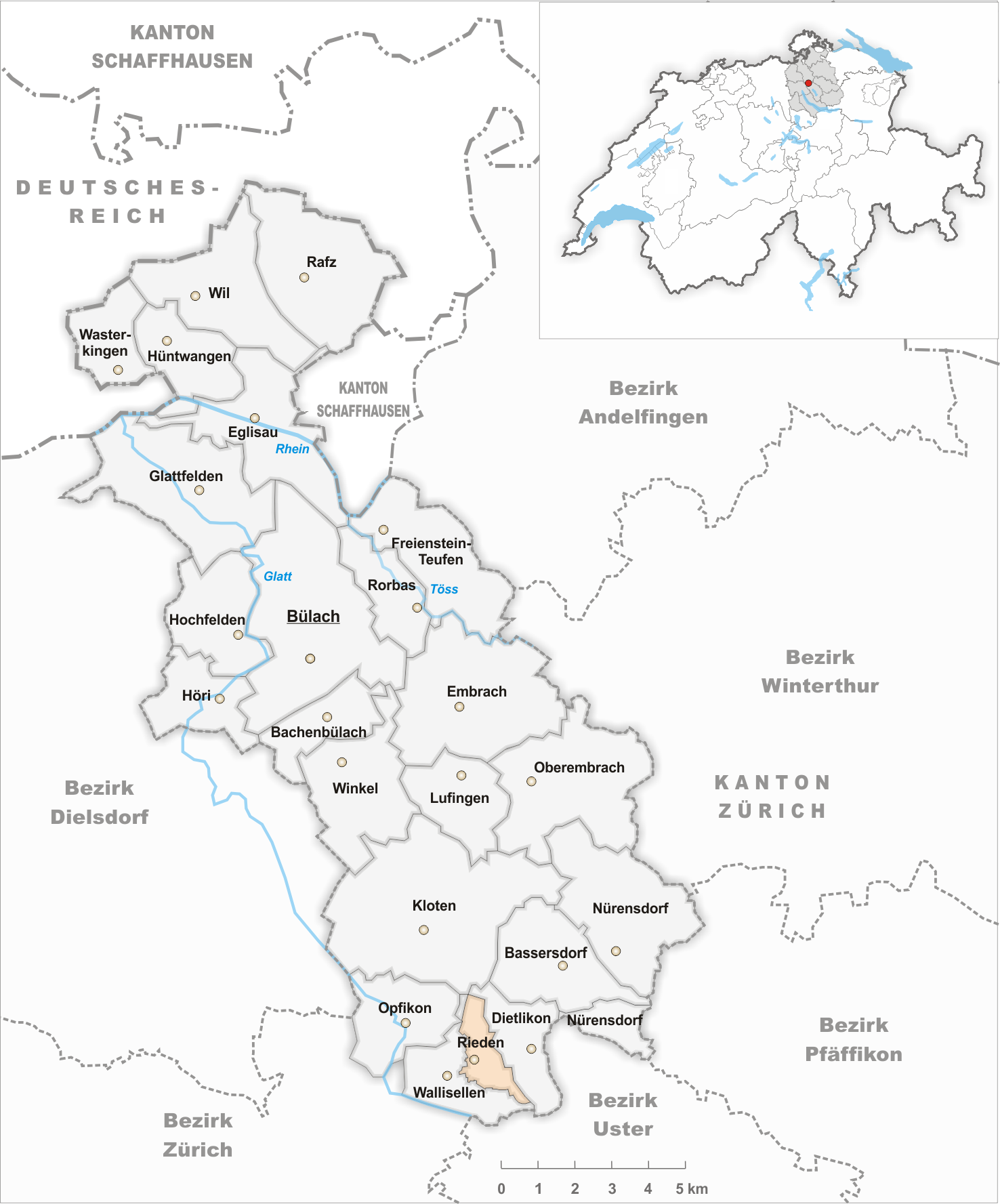
Il territorio del comune di Rieden prima degli accorpamenti comunali del 1916

Già comune autonomo istituito nel 1831 per scorporo da quello di Wallisellen, nel 1916 è stato nuovamente accorpato a Wallisellen.

## Società

### Evoluzione demografica
L'evoluzione demografica è riportata nella seguente tabella:
Abitanti censiti

## Amministrazione
Ogni famiglia originaria del luogo fa parte del cosiddetto comune patriziale e ha la responsabilità della manutenzione di ogni bene ricadente all'interno dei confini del comune.